# Steven Mouyokolo
 (décembre 2012).
Si vous disposez d'ouvrages ou d'articles de référence ou si vous connaissez des sites web de qualité traitant du thème abordé ici, merci de compléter l'article en donnant les références utiles à sa vérifiabilité et en les liant à la section « Notes et références ».
Steven Mouyokolo est un footballeur français né le 24 janvier 1987 à Melun.

## Biographie
Né à Melun de parents français d'origine congolaise, il est formé à Châteauroux avec qui il signe un contrat pro puis débute en Ligue 2 lors de la saison 2006-2007. Puis il s'engage pour deux ans à Gueugnon pour la saison 2007-2008. Après une bonne saison, il signe pour deux ans à Boulogne. 
En janvier 2009, convoité en autres par Arsenal, Newcastle United, Wigan, Middlesbrough et Bolton, il signe finalement en Premier League à Hull City pour un transfert évalué à 2,5 M€. Mais il n'y joue qu'à partir du 1er juillet 2009.  terminant la saison à Boulogne.
Après une saison pleine à Hull City et malgré la relégation, il est transféré pour quatre saisons plus une en option à Wolverhampton Wanderers en Premier League pour un transfert avoisinant les 3 M€.
Le 29 juin 2011, il est prêté pour une saison au FC Sochaux avec option d'achat par le club anglais des Wolverhampton Wanderers.
Son passage au Fc Sochaux étant troublé par une blessure au genou, qui le forcera donc à retourner à Wolverhampton Wanderers à l'issue de son prêt.
Enfin rétabli, le 16 juillet 2013 il rejoint le Celtic FC ou il gagnera son premier titre.

## Palmarès
- Championnat d'Écosse en 2014 avec le Celtic FC